# M/S Suldal
M/S Suldal, tidigare S/S Suldal, är ett norskt veteranfartyg från 1884. Det har gått i trafik på sjön Suldalsvatnet i Suldal i Rogaland fylke.

## Historik
Det koleldade ångfartyget, som vanligen kallades Sundalsdampen, byggdes på Stavanger Støberi & Dok i Stavanger och monterades därefter ner. Delarna transporterades med häst och vagn till Suldalsosen där fartyget sattes ihop igen. Båten började trafikera Sundalsvatn den 13 augusti 1885. 
År 1953 byggdes Suldal om och ångmaskinen byttes ut mot en  tändkulemotor med 60 hästkrafter. Hon trafikerade sträckan Nesflaten–Suldalsosen i många år och var en viktig del av den ökande turisttrafiken runt sekelskiftet. Akterut fanns en förstaklassalong med plyschklädda bänkar och i fören en enklare salong för lokalbefolkningen. Hon hade plats för två bilar på tvären över fördäck  och resan mellan Suldalsosen och Nesflaten tog två timmar. Senare anskaffades två livbåtar, som förtöjdes längs Suldalsdampen med däck över, så att ytterligare fyra bilar kunde transporteras.
Behovet av färjetransport ökade, och 1938 sattes bilfärjan Suldalsporten i trafik med Suldal som reservbåt. På vintern fick hon också rycka in när isen blev för svår för bilfärjan. Trafiken inställdes 31 december 1978 då en ny väg längs Suldalsvatnet invigdes.
Året efter övertog Föreningen Suldalsdampen fartyget. De byggde om henne och satte henne i drift som turistfartyg på  Suldalsvatnet. Hösten 2010 togs fartyget upp på slip vid Strandaneset för renovering. Hon K-märktes av Riksantikvaren 2013 och övertogs samma år av Ryfylkemuseet. Året efter byggdes en ny slip med ett båthus där Suldalsdampen ligger än idag.
Fartyget är under renovering och planen är att det skall göra rundturer på Suldalsvatn från museigården Kolbeinstveit till den trånga passagen Suldalsporten från 2030. En begagnad ångmaskin har anskaffats, men det är osäkert när den kommer att installeras.